# Shotwick Castle

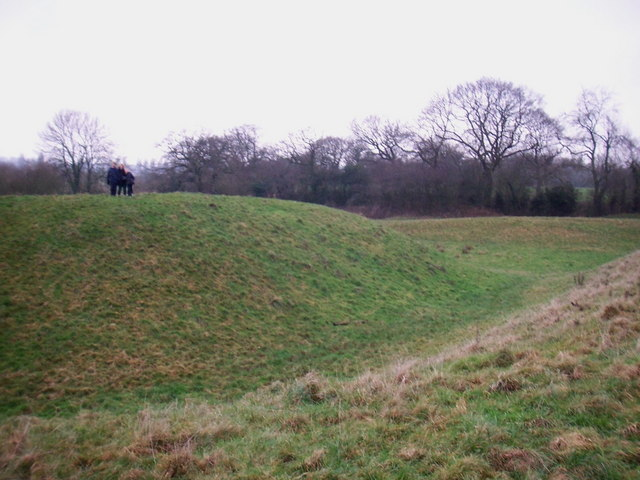
Erdwerke von Shotwick Castle

Shotwick Castle ist eine Burgruine in der Nähe des Dorfes Saughall in der englischen Verwaltungseinheit Cheshire West and Chester. Der Bau der anglonormannischen Motte begann Ende des 11. Jahrhunderts. Ihre Aufgabe war die Kontrolle der Furt am Fluss Dee zwischen England und Wales. Heute sind nur noch Erdwerke erhalten. Das Gelände gilt als Scheduled Monument.

## Geschichte
Hugh Lupus, 1. Earl of Chester, ließ um 1093 in Shotwick eine Burg errichten. Sie lag auf einer Landspitze, deren steile Ufer von zwei Wasserläufen gebildet wurden, die damals in den Fluss Dee mündeten. Die Burg bestand aus einem sechseckigen Mound aus Erde und hatte eine Vorburg. Auch besaß sie zwei große Verteidigungsgräben, 25 Meter breit und 3 Meter tief, die bei Flut voll Wasser liefen. Der wichtigste Zweck der Burg war die Kontrolle von Bewegungen über die Gezeitenfurt, die einst an dieser Stelle des ursprünglichen Flusslaufes existierte.
Die Earls of Chester, wie Ranulf de Blondeville hatten im 12. und Anfang des 13. Jahrhunderts die Kosten für den Unterhalt der Verteidigungsanlagen getragen. Sowohl König Heinrich II. als auch Heinrich III. weilten zur Zeit ihrer Angriffe auf die Waliser auf der Burg. 1237 war Shotwick Castle eine von vielen Burgen im Besitz des Earldoms Chester, die nach dem Tod von John, 7. Earl of Chester, von der Krone requiriert wurden. Nachdem der englisch-schottische Magnat kinderlos gestorben war, waren seine Schwestern gezwungen, einige seiner Ländereien und Habseligkeiten an Heinrich III. abzugeben. Im September 1284 besuchte König Eduard I. die nun königliche Burg auf seinem Weg vom Chester Castle zum Flint Castle nach seiner zweiten Kampagne gegen Wales. Danach verlor die Burg durch das Ende der Feindseligkeiten mit Wales ihre strategische Bedeutung. Um 1327 hatte man das Land um Shotwick Castle in einen Rehpark für König Eduard III. verwandelt, der die Burg als Jagdschloss nutzte. Ein Teil der Vorburg und die Gräben wurden als Landschaftsgarten und Teichlandschaft umgestaltet. Als der Schwarze Prinz 1353 die Burg besuchte, war dort nicht einmal mehr eine Garnison untergebracht und man bezeichnete sie als „Herrenhaus“ und nicht mehr als Burg. Die letzten größeren Reparaturarbeiten sind für 1371 dokumentiert. Der Landschaftsgarten entstand grob zur selben Zeit wie der von Bodiam Castle in East Sussex, der 1384 fertiggestellt wurde.
Shotwick Castle lag im 17. Jahrhundert bereits in Ruinen und das Gelände wurde zu Shotwick Park.

## Archäologie
1876 führte der örtliche Schulmeister, ein gewisser Williams, teilweise Ausgrabungen auf dem Burggelände durch, wobei er glasiertes Steingut, einen Sporn und Fragmente von Rehgehörn fand. Heute ist von der ehemaligen Burg nur noch wenig zu sehen, nur einige Erdwerke sind noch erhalten geblieben. Eine Vermessung der Erdwerke in den 1990er-Jahren förderte Beweise zu Tage, dass dort im Spätmittelalter ein Landhaus mit Ziergärten entstanden war.